# Nevado del Ruiz
Nevado del Ruiz (cunoscut și ca El Mesa de Herveo sau Kumanday), este cel mai nordic vulcan din Centura Vulcanică Andină, situat la aproximativ 129 de kilometri vest de Bogota, în departamentul Tolima din Columbia. 

## Descriere
Este un stratovulcan compus din multe straturi de lavă alternate cu cenușă vulcanică întărită și roci piroclastice. Nevado del Ruiz este activ de aproximativ două milioane de ani, cam de la sfârșitul pliocenului-începutul pleistocenului, cu trei perioade eruptive majore. Actualul con vulcanic s-a format în timpul „prezentei” perioade eruptive, care a început acum 150 de mii de ani.
Nevado del Ruiz de obicei generează erupții pliniene, care produc mișcări rapide de gaze și roci fierbinți, numite curgere piroclastică. Aceste erupții adesea cauzează laharuri masive, care reprezintă o amenințare pentru oameni și mediu. Pe 13 noiembrie 1985, o mică erupție a produs un lahar enorm care a îngropat și devastat orașul Armero din departamentul Tolima, cauzând moartea a aproximativ 23.000 de persoane. Acest eveniment, cunoscut mai târziu sub numele de Tragedia de la Armero, este cel mai dezastruos din istoria înregistrată a erupțiilor vulcanice. Erupții similare dar mai puțin dezastruoase au avut loc în 1595 și 1845 și au constat în erupții explozive mici urmate de câte un lahar mare.
Vulcanul face parte din Parcul Național „Los Nevados”, care conține și alți vulcani. Vârful lui Nevado del Ruiz este acoperit de ghețari uriași, deși aceștia s-au retras semnificativ din 1985 încoace din cauza încălzirii globale. Vulcanul continuă să prezinte o amenințare la adresa satelor și orașelor din apropierea lui și se estimează că aproximativ 500.000 de oameni sunt în risc datorită laharului.